# Гайяр, Рафаэль
Рафаэль Гайяр (итал. Raphaël Gaillard; род. 1 июня 1976, Париж) — французский психиатр, член Французской академии (с 2024).

## Биография
Профессор психиатрии университета Париж-Сите, ответственный за университетский Больничный центр Святой Анны.
Совместно со Станисласом Деаном и Лионелем Наккашем занимается исследованием природы человеческого сознания.
25 апреля 2024 года избран членом Французской академии, заняв кресло № 16, остававшееся вакантным после смерти Жискар д’Эстена.

## Труды
- Удар топором по голове. Безумие и творческое начало / Un coup de hache dans la tête. Folie et créativité, Grasset, 2022
- Руководство по биполярному расстройству / Manuel des troubles bipolaires, Elsevier Masson, 2023 (en collaboration avec Chantal Henry, Josselin Houenou et Marc Masson)
- Дополненный человек : будущее нашего мозга / L’homme augmenté : futurs de nos cerveaux, Grasset, 2024